# 1017 w polityce

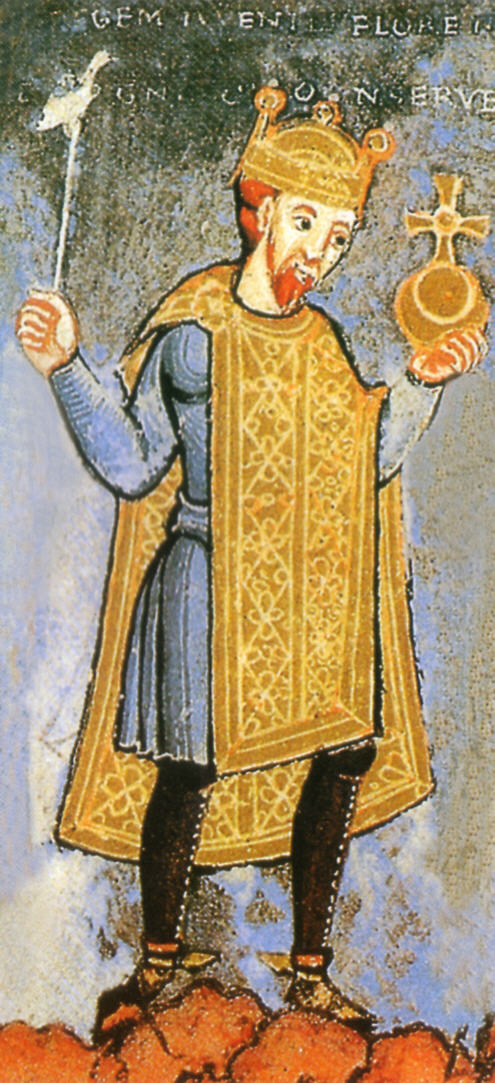
Henryk III Salicki

Wydarzenia polityczne w 1017 roku.

## Wydarzenia
- Knut Wielki żeni się z wdową po Ethelredzie, Emmą, córką Ryszarda I Nieustraszonego, księcia Normandii[1].
- Bolesław I Chrobry odpiera atak Niemców, Czechów, Wieletów (Obrona Niemczy) i Rusinów[2].

## Urodzili się
- 28 października Henryk III Salicki, król Niemiec i cesarz[3].